# 2018年世界中學生運動會中華台北代表團
2018年世界中學生運動會中華台北代表團是中華民國（台灣）以“中華台北”名義，參與在摩洛哥馬拉喀什舉行的2018年世界中學生運動會。本屆共參加10個項目，總計選手107位，教練24位，最終獲得24金15銀26銅，總共65面獎牌。

## 獎牌統計

### 獎牌項目
| 項目     | 金牌 | 銀牌 | 銅牌 | 總數 |
| -------- | ---- | ---- | ---- | ---- |
| 跆拳道   | 6    | 1    | 2    | 9    |
| 射箭     | 5    | 2    | 0    | 7    |
| 游泳     | 4    | 3    | 1    | 8    |
| 田徑     | 2    | 3    | 3    | 8    |
| 拳擊     | 2    | 1    | 5    | 8    |
| 網球     | 2    | 1    | 2    | 5    |
| 柔道     | 1    | 2    | 5    | 8    |
| 角力     | 1    | 2    | 2    | 5    |
| 競技體操 | 1    | 0    | 2    | 3    |
| 空手道   | 0    | 0    | 4    | 4    |

## 射箭
- 湯智鈞、周立郡、林子翔、蘇思蘋、葉昱琛、張容嘉

## 田徑
- 林祐賢、王彥和、林于烜、王崇光、黃登顯、李立軍、蔡維智、鄭詠仁
- 文華佑、張洲豪、楊惟元、宋亦鎧、許元彰、張秝羚、鄭歆瑩、張博雅
- 楊睿萱、王柔諠、李欣容、張嘉妤、邱妤婕、朱育萱、林晏如、曾芷葳
- 許芷葳、林依凡、洪吉嫻

## 游泳
- 李冠成、王冠閎、鍾魏永杰、黃泳鴻、莊沐倫、徐佳宸、洪潔瑜、唐凱暄
- 陳俞蓉、林昱均、陳思綺、楊郁萱

## 韻律體操
- 劉明菲、左恣瑜、蔡卉蕎、曾羽彤

## 競技體操
- 賴金：女子平衡木（ 銅牌）[8]
- 葉政、林達龍、蔡博宇、吳盈利、邱敏翰、丁華恬、黃子星、傅芝宜、陳育瑄

## 網球
- 王兆宜、李冠儀：混合雙打（ 金牌）[9]
- 蔡長霖、羅翊睿、王政捷、張庭霈

## 跆拳道
- 黃柏倫、賴柏愷、邱義睿、邱泓勝、李孟恩、紀鈺玲、林唯均、羅嘉翎、莊昕璇、吳佳蓉

## 空手道
- 王冠勛、董宥成、許哲維、辜雪芃、黃昱儒、林品彣

## 柔道
- 林聖凱（ 金牌）[10]
- 楊爵弟、謝依珊、洪佳蓉、全唐鈺晏、顏可芯、劉俐伶、楊立媺

## 拳擊
- 魏綺儀、呂姿瑩、張宜萱、洪諭玫、曾冠廷、蔡瑞智、林俊賢、張駿斌

## 角力
- 林芸、劉若萱、莫惠茹、賴韋如、楊鈴、翁珍璟[11]、杜偉凡、鍾佳誼、林玄斌、陳睿彬